# Hans Olsson (tennisspelare)
Hans Gösta Olsson, född 3 april 1937, död 5 november 2021, var en svensk tennisspelare och tillika tränare inom samma sport. Han var Sveriges Davis Cup-kapten från 1983 till 1988. Under hans ledning besegrade Sverige USA i finalen i Scandinavium 1984. Olsson ledde det svenska laget till sex finaler, varav laget vann tre.